# Nothhelm (roi du Sussex)
Pour l'archevêque, voir Nothhelm de Cantorbéry.
Nothhelm, également appelé Nunna (une forme hypocoristique de son nom), est un roi des Saxons du Sud actif entre la fin du VIIe siècle et le début du VIIIe siècle.

## Biographie
Le règne de Nothhelm est documenté par quatre chartes, trois où il apparaît comme donateur et une où il n'est que témoin. La plus ancienne, datée de 692, enregistre une donation du roi à sa sœur Nothgyth. Cette dernière reçoit des terres à Lidsey, Aldingbourne, Westergate et North Mundham (en) pour y fonder une église. Dans ce document, il est appelé aussi bien Nothelmus rex Suthsax' dans l'introduction que Nunna rex Sussax' dans la liste de témoins. Un autre roi, nommé Watt, apparaît dans cette liste de témoins.
Les deux autres chartes émises par Nothhelm sont plus difficiles à dater. La première, qui appartient à la fourchette 705 × 716, concerne un terrain à Peppering, dans la vallée de l'Arun, qui est offert à un certain Beorhtfrith. L'autre, datée de 714, mais émise en réalité entre 717 et 724, enregistre des donations de terrains à Herotunun, Tættæshamstede et Sidlesham au profit d'un dénommé Beadufrith et des moines de l'abbaye de Selsey. Un roi nommé Æthelstan apparaît dans la liste des témoins.
La dernière charte authentique où apparaît Nothhelm, émise vers l'an 700, est une donation d'un dénommé Bryni portant le titre de « duc du Sussex ». Ce Bryni offre des terres à Hileigh à l'abbé de Selsey Eadberht (en). Une autre charte présente une donation de Nothhelm au même Eadberht, mais il s'agit d'une forgerie produite à la fin du Xe siècle ou au début du XIe siècle.
Nothhelm est apparenté au roi du Wessex Ine, qui règne de 688 ou 689 à 726. La Chronique anglo-saxonne rapporte qu'en 710, « Ine et Nunna son parent affrontèrent Geraint, le roi des Gallois [les Bretons de Cornouailles] ». Ces maigres indices suggèrent que le Sussex est alors soumis à l'autorité du Wessex et que le pouvoir y est partagé entre plusieurs rois. Les lieux mentionnés dans les chartes de Nothhelm semblent indiquer que son autorité s'étend sur le Sussex de l'Ouest, tandis que le Sussex de l'Est pourrait être gouverné successivement par Watt et Æthelstan.